# Al-Istibsar
Al-Istibsar fima khtalaf fihi min al-akhbar (arab. ‏الاستبصار فيما اختلف من الأخبار‎) – zbiór hadisów autorstwa szyickiego uczonego, Szejka Tusiego. Praca jest krótszą wersją innego zbioru tradycji, Tahdhib al-Ahkam.
Al-Tusi napisał, iż po ujrzeniu rozmiarów Tahdhib al-Ahkam wielu uczonych powiedziało: „(...) Byłoby użytecznym, gdyby istniała księga – odnośnik dla początkujących w studiach nad prawodawstwem lub dla zaawansowanych jako streszczenie lub dla średnio zaawansowanych w celu zgłębienia; tak aby każdy z nich mógł uzyskać to czego potrzebuje i sprostać pragnieniom duszy (...) Poprosili mnie więc o streszczenie Tahdhib al-ahkam”.